# Innowacja językowa
innowacja językowa – każdy nowy element (wyraz, wyrażenie, forma gramatyczna, znaczenie lub konstrukcja składniowa) pojawiający się w języku. O innowacjach można mówić na poziomie tekstu, uzusu językowego, normy lub systemu języka. Pojęcie innowacji to jedno z podstawowych pojęć językoznawstwa diachronicznego (historycznego), zajmującego się badaniem ewolucji języka.
Innowacje językowe odzwierciedlają zmiany w rzeczywistości społecznej, wpływy obce oraz wewnętrzne tendencje rozwojowe języka. Pojawianie się innowacji w języku jest związane z różnymi zjawiskami i procesami językowymi; powstają wskutek skojarzeń i przejęzyczeń, w celu zaspokojenia potrzeb nazewniczych, uproszczenia sposobu formułowania myśli i pod wpływem analogii do zjawisk charakterystycznych dla danego języka.  
Najczęściej kształtują się innowacje leksykalne, czyli nowe wyrazy odnoszące się do nowych przedmiotów lub pojęć lub służące wyrażeniu określonego stosunku mówiącego do rzeczywistości. Takie innowacje są określane mianem neologizmów. Czasami utożsamia się neologizmy i szeroko pojęte innowacje językowe. 
Innowacje pojawiają się w konkretnych tekstach i kształtują w sposób ciągły, a jeśli dana innowacja się utrwala, to wchodzi do uzusu danego typu tekstów lub grupy społecznej. Z czasem innowacja może zostać zaakceptowana przez normę, wejść do systemu językowego i przybrać charakter zmiany językowej. Ocena innowacji jest zaliczana do zadań tzw. językoznawstwa normatywnego, które wartościuje je pod względem przydatności i zgodności z normą językową. Tradycyjne koncepcje kultury (kultywacji) języka często postrzegają zmienność języka jako zjawisko niepożądane lub wręcz szkodliwe.

## Podział innowacji

### Typologia formalna
Typologia formalna wyróżnia następujące typy innowacji:
- innowacje fonetyczne;
- innowacje gramatyczne (fleksyjne i składniowe);
- innowacje leksykalne (słowotwórcze, wyrazowe, semantyczne i frazeologiczne);
- innowacje stylistyczne.

### Typologia funkcjonalna
Typologia wyróżnia następujące typy innowacji:
- innowacje uzupełniające mają charakter leksykalny i służą wypełnieniu braków w systemie nazewniczym, nazywając nowo powstałe desygnaty, np. walentynki, dekomunizacja; zaspokajają nową potrzebę wyrażenia stanów emocjonalnych, np.: oszołom, superatrakcyjny. Powstają najczęściej poprzez neosemantyzację, zapożyczenia, mogą także przybierać formę neologizmów słowotwórczych lub frazeologicznych;
- innowacje regulujące służą usuwaniu z języka zjawisk wyjątkowych, dotyczą głównie systemu gramatycznego, np.: forma gałęziami (uznawana przez normę), koniami, przyjacielami (odstępstwa fleksyjne);
- innowacje rozszerzające powstają poprzez rozszerzenie zakresu stosowania schematu gramatycznego, np.: cztery dziewczęta zamiast czworo dziewcząt, wskutek czego następuje poszerzenie łączliwości liczebników głównych kosztem zbiorowych;
- innowacje alternatywne wskutek nasilania się mód i tendencji tworzą alternatywne określenia dla tego samego zjawiska, np.: zapożyczone z angielskiego lider obok dawnego przywódca;
- innowacje nawiązujące tworzą nowe formy językowe w analogii do form już istniejących, np.: nienormatywne protokół z zebrania zamiast protokół zebrania nawiązuje do fraz relacja z zebrania, sprawozdanie z zebrania lub również nienormatywne przywiązywać do czegoś uwagę zamiast przywiązywać wagę powstało w analogii do zwracać na coś uwagę;
- innowacje skracające służą ekonomizacji języka, mają charakter skrótu lub skrótowca, np.: inż., Pekao, albo też powstają poprzez uniwerbizację: budżetówka (od strefa budżetowa). Skróceniu może podlegać także składnia: Dawno wiedział o tym, że go zdradza;
- innowacje precyzujące mają charakter ściśle znaczeniowy, służą likwidowaniu zbędnej synonimii, np.: romanse (przygody miłosne) i romansy (typ powieści)